# Аппелс

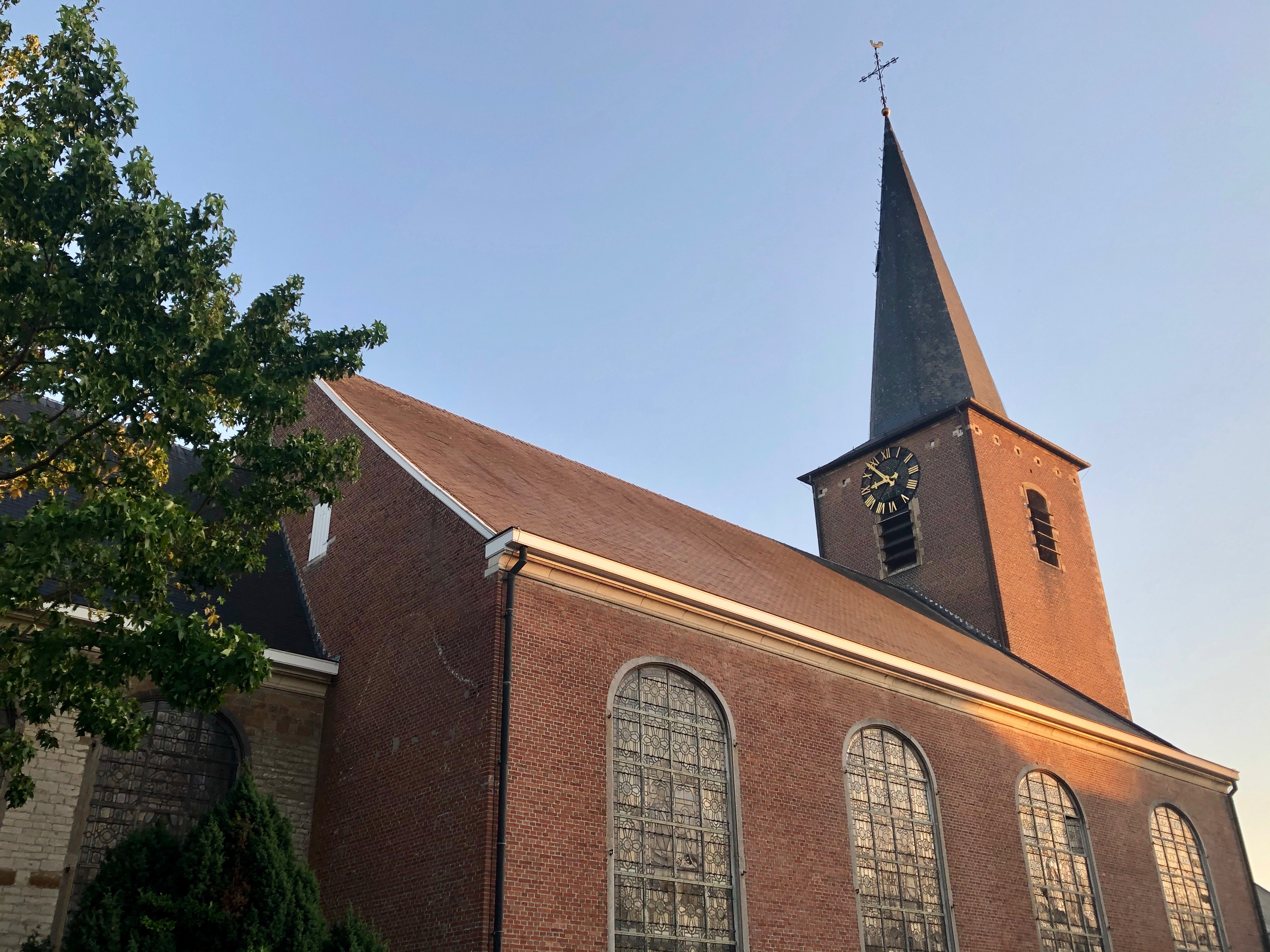
Церква Св. Аполлонії

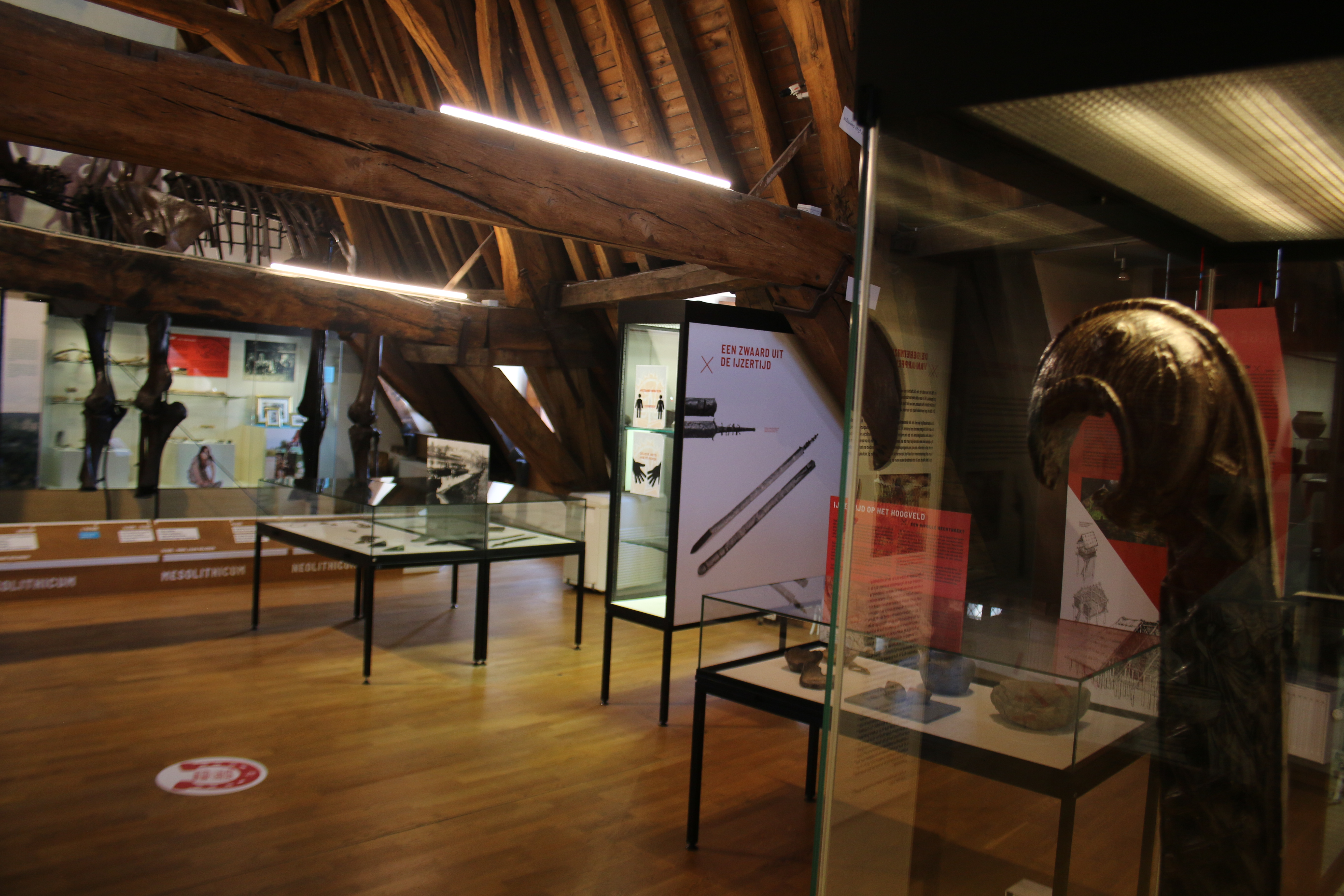
Зліпок голови дракона у Vleeshuismuseum у Дендермонде

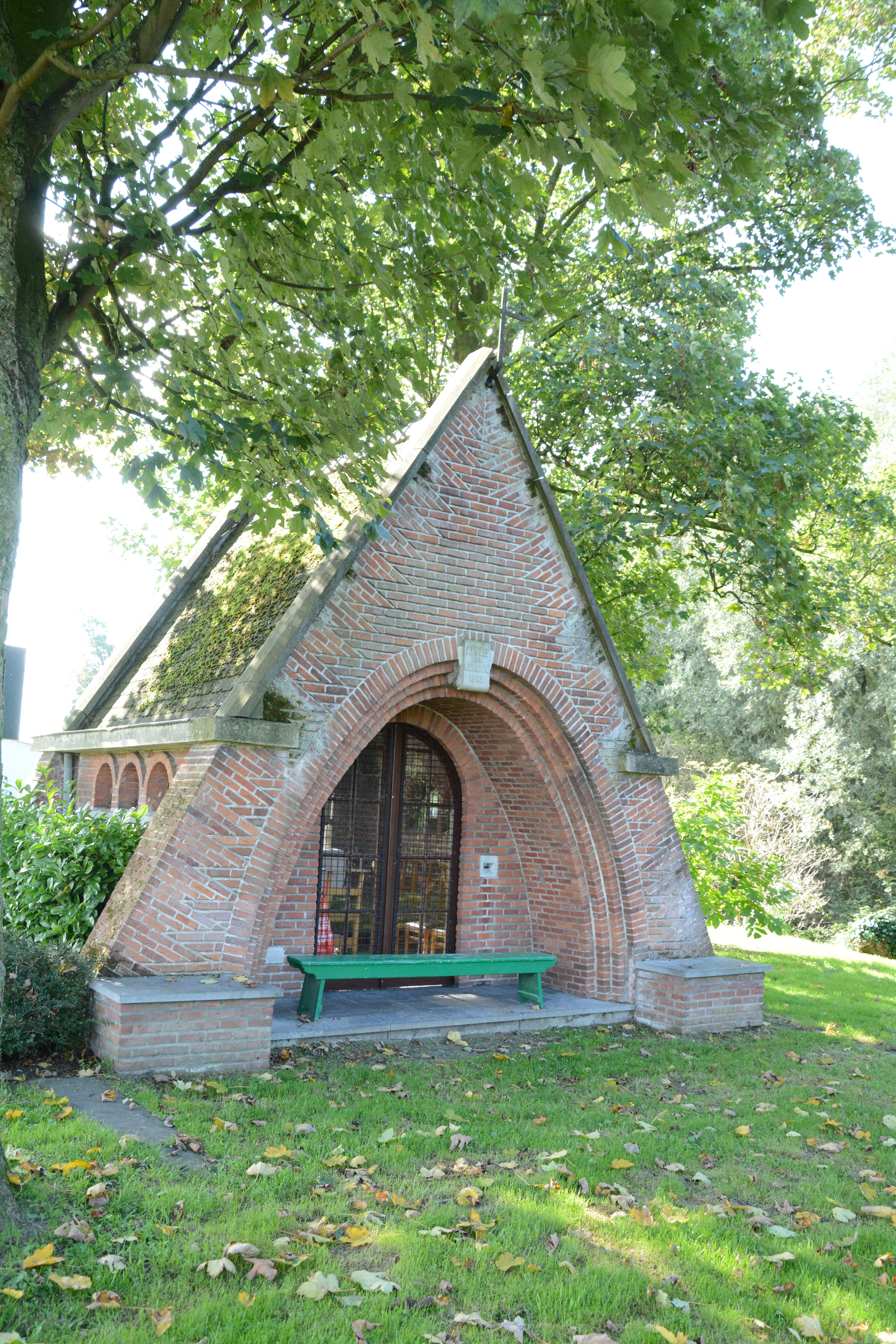
Каплиця миру, Аппелс, Дендермонде

Аппелс — село в бельгійській провінції Східна Фландрія та субмуніципалітет Дендермонде, був незалежним муніципалітетом до муніципальної реорганізації 1971 року. Це типове житлове та сільськогосподарське село в регіоні Дендер, у Шельді та долині Дендер.

## Історія
Під час днопоглиблювальних робіт у Шельді в 1934 році було знайдено фігуру пізньої античності (бл. 500). Скульптура з дуба, відома як «Голова дракона з Аппелс», зображує тварину з дзьобоподібною головою та зубами.
Значення назви Аппелс (вживається з 13 століття) невідоме до сьогодні. Іноді вважають, що це ім'я є спотвореним ім'ям святої Аполлонії. Однак у 1125 році це місце згадується як Аплс, що, ймовірно, було кельтським словом для води. Тому назва може походити від струмка чи річки, які раніше протікали через його територію.
Аппелс залишався, з деякими перервами, власністю абатства Звійвеке (Дендермонде) до Французької революції. Церковне майно було продано, а тодішній пастор страчений у 1796 році. З 1924 по 1965 рік в Аппелсі жив художник Піт Гілліс, який писав переважно натюрморти та пейзажі. У зв'язку зі збільшенням будівництва квартир, сільський характер Аппелс поступово витісняється.